# Jiří Iliek
Jiří Iliek – czechosłowacki, dwukrotny medalista mistrzostw świata.

## Kariera
Największym sukcesem w karierze Jiříego Ilieka było zdobycie razem z Lubomírem Hargašem srebrnego medalu w wyścigu tandemów podczas mistrzostw świata w Lyonie w 1989 roku. W wyścigu tym reprezentanci Czechosłowacji ulegli jedynie Francuzom w składzie: Fabrice Colas i Frédéric Magné. W parze z Hargašem wywalczył ponadto brązowy medal na rozgrywanych rok wcześniej mistrzostwach świata w Gandawie. Iliek nigdy nie brał udziału w igrzyskach olimpijskich.